# Ferdinando Terruzzi
Ferdinando Terruzzi (Sesto San Giovanni, 17 de febrero de 1924–Sarteano, 9 de abril de 2014) es un deportista italiano que compitió en ciclismo en la modalidad de pista, especialista en la prueba de tándem.
Participó en los Juegos Olímpicos de Londres 1948, obteniendo una medalla de oro en la prueba de tándem (haciendo pareja con Renato Perona).

## Medallero internacional
| Juegos Olímpicos | Juegos Olímpicos      | Juegos Olímpicos | Juegos Olímpicos |
| Año              | Lugar                 | Medalla          | Competición      |
| ---------------- | --------------------- | ---------------- | ---------------- |
| 1948             | Londres (Reino Unido) | Medalla de oro   | Tándem           |

## Palmarés
- 1948

 Campeón Olímpico de tándem (con Renato Perona)
- 1949

1º en los Seis días de Berlín (con Severino Rigoni)
- 1950

1º en los Seis días de Nueva York (con Severino Rigoni)
- 1951

1º en los Seis días de Münster 1 (con Severino Rigoni)
1º en los Seis días de Münster 2 (con Severino Rigoni)
- 1953

1º en los Seis días de Barcelona (con Miguel Poblet)
1º en los Seis días de Argel (con Miguel Poblet)
1º en los Seis días de Dortmund (con Lucien Gillen)
1º en los Seis días de Saint-Étienne (con Lucien Gillen)
1º en los Seis días de Copenhague (con Lucien Gillen)
- 1954

1º en los Seis días de Copenhague (con Lucien Gillen)
- 1955

1º en el Gran Premio Chilco
1º en los Seis días de Berlín (con Lucien Gillen)
1º en los Seis días de Gante (con Lucien Gillen)
- 1956

1º en los Seis días de Gante (con Reginald Arnold)
- 1957

Campeón de Europa de Madison (con Reginald Arnold)
1º en los Seis días de Dortmund (con Reginald Arnold)
1º en los Seis días de París (con Jacques Anquetil y André Darrigade)
1º en los Seis días de Amberes (con Willy Lauwers y Reginald Arnold)
- 1958

1º en los Seis días de París (con Jacques Anquetil y André Darrigade)
- 1959

1º en los Seis días de Nueva York (con Leandro Faggin)
1º en los Seis días de Aarhus (con Knud Lynge)
- 1960

1º en los Seis días de Buenos Aires (con Enzo Sacchi)
- 1961

1º en los Seis días de Essen (con Reginald Arnold)
1º en los Seis días de Milán (con Reginald Arnold)
- 1963

1º en los Seis días de Milán (con Peter Post)
1º en los Seis días de Montreal (con Mino de Rossi)
- 1964

1º en los Seis días de Melbourne (con Leandro Faggin)